# Jacques Blaquart
Pour les articles homonymes, voir Blaquart.
Jacques Blaquart, né le 19 décembre 1951 à Roumazières (Charente), est un évêque catholique français, évêque auxiliaire de Bordeaux-Bazas de 2006 à 2010 puis évêque d'Orléans. Il est le frère de l'ancien Directeur technique national de football François Blaquart ainsi que de Bernard Blaquart qui entraîne le Nîmes Olympique.

## Biographie

### Formation
Il grandit à Roumazières, en Charente, dans une famille de huit enfants passionnée par le football. Son grand-père a créé le club de football de Roumazières et son père l'a dirigé. Trois de ses frères ont eu ensuite des responsabilités dans le football, en tant que médecin des équipes de France jeunes, directeur technique national, joueur professionnel et entraîneur d'équipes professionnelles.
Après avoir fait une année de droit à l'Université de Limoges et avoir travaillé quelques années comme employé de banque, ouvrier, puis éducateur stagiaire auprès de personnes handicapées, il est entré au séminaire de Poitiers avant de poursuivre sa formation au séminaire de Bordeaux de 1978 à 1982. En 1988-1989, il prend une année sabbatique pour suivre la formation spirituelle de l'institut séculier Notre-Dame de Vie à Venasque dans le Vaucluse.

### Principaux ministères
Il a été ordonné prêtre le 23 mai 1982 pour le diocèse d'Angoulême.
Il exerce son ministère paroissial à Ruffec dont il devient curé en 1987, tout en étant aumônier de collèges, lycée et de mouvements.
Depuis 1989, il est membre de la branche sacerdotale de l'Institut séculier Notre-Dame de Vie.
En 1992, il est nommé doyen et curé de Barbezieux, responsabilité qu'il assume jusqu'en 2001 lorsqu'il est nommé vicaire général du diocèse. De 2003 à 2006, il cumule cette fonction avec celle de curé de Saint-Jean-Baptiste à Angoulême.
Nommé évêque titulaire d'Ypres et évêque auxiliaire de Bordeaux le 28 juin 2006, il a été consacré le 17 septembre 2006 par l'archevêque de Bordeaux, le cardinal Jean-Pierre Ricard.
Le 27 juillet 2010 il est nommé évêque d'Orléans où il succède à André Fort qui se retire ayant atteint la limite d'âge.
Il est membre du Conseil pour l'unité des chrétiens et les relations avec le judaïsme au sein de la Conférence des évêques de France.
En qualité d'évêque d'Orléans, il est évêque accompagnateur de l'Œuvre de Soutien aux églises de France et aux Prêtres.
En 2018, il saisit la justice après des accusations de viol portées contre le recteur de la Basilique de Cléry Saint André, le père Olivier de Scitivaux. Reconnu coupable de viols et d'agressions sexuelles, Olivier de Scitivaux est condamné, en mai 2024, à 17 ans de réclusion criminelle, assortie d'une période de sûreté de 10 ans.